# Колесников, Михаил Петрович (Герой Советского Союза)
Михаил Петрович Колесников (1918—1974) — старшина Советской армии, участник Великой Отечественной войны, Герой Советского Союза (1945).

## Биография
Родился 15 сентября 1918 года в посёлке Илецкая Защита (ныне — город Соль-Илецк в Оренбургской области). Русский.
С раннего возраста проживал в Актюбинске, где окончил семилетнюю школу и работал сначала на соляном руднике, затем на хлебозаводе.
В апреле 1939 года призван на службу в Рабоче-крестьянскую Красную армию. Прошёл переподготовку на новейший танк «Т-34» при Челябинском танковом училище.
С 1941 года — на фронтах Великой Отечественной войны. Принимал участие в боях на Юго-Западном, Волховском, Воронежском, 1-м и 4-м Украинских фронтах, четыре раза был ранен, три раза горел в танке. К сентябрю 1944 года старшина Михаил Колесников был механиком-водителем танка 2-го танкового батальона 237-й танковой бригады 31-го танкового корпуса 1-го Украинского фронта. Отличился во время освобождения Польши.
21 сентября 1944 года экипаж Колесникова в одиночку атаковал занятый противником населённый пункт Шкляры в 12 километрах к юго-востоку от города Дукля, уничтожив 3 артиллерийских орудия и вызвав панику в немецком гарнизоне, заставив его оставить Шкляры. Нагнав отступающих, танкисты разгромили обоз. На обратном пути танк Колесникова подорвался на мине. Колесников получил тяжёлое ранение и был отправлен в госпиталь, но в своей части его посчитали погибшим и посмертно представили к званию Героя Советского Союза.
Указом Президиума Верховного Совета СССР от 10 апреля 1945 года за «отвагу и мужество, проявленные при уничтожении Корсунь-Шевченковской группировки противника и в последующих боях в Карпатах» старшина Михаил Колесников посмертно был удостоен высокого звания Героя Советского Союза. Орден Ленина и медаль «Золотая Звезда» за номером 5808 ему были вручены лишь в мае 1949 года.
В 1946 году Колесников был демобилизован. Проживал в селе Новоалексеевка Хобдинского района Актюбинской области Казахской ССР, работал сначала в колхозе, затем в райкомхозе.
Скончался 31 января 1974 года, похоронен в Новоалексеевке.
Был также награждён рядом медалей. Член КПСС с 1945 года.
В честь Колесникова названа улица в Хобде, установлен памятник в Новоалексеевке.